# Ranunculus hawaiensis
Ranunculus hawaiensis är en ranunkelväxtart som beskrevs av Asa Gray. Ranunculus hawaiensis ingår i släktet ranunkler, och familjen ranunkelväxter. Inga underarter finns listade i Catalogue of Life.